# 米納勒爾鎮區 (密蘇里州賈斯珀縣)
米納勒爾鎮區（英語：Mineral Township）是位於美國密蘇里州賈斯珀縣的一個行政鎮區。

## 地方資料
米納勒爾鎮區的面積為107.80平方千米，當中陸地面積為107.67平方千米，而水域面積為0.13平方千米。根據2020年美國人口普查的數據，當地共有人口9685人，而人口密度為每平方千米89.84人。